# Dresdner Reformatorenbibel

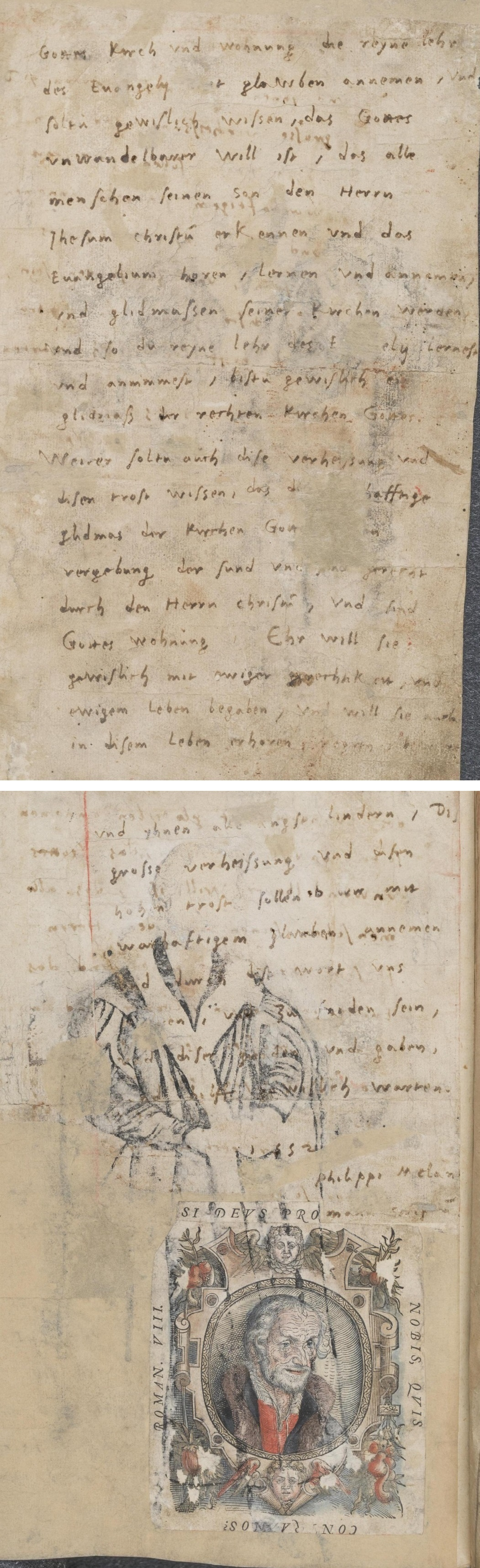
Dresdner Reformatorenbibel, Autograph Philipp Melanchthons

Die Dresdner Reformatorenbibel ist ein handkoloriertes Exemplar der von Hans Lufft in Wittenberg im Jahr 1545 gedruckten Biblia Deudsch. Eine Besonderheit der Bibel sind beigebundene Vorsatzblätter, die Porträts und Handschriftproben von Wittenberger Reformatoren enthalten. Das Exemplar wird in der Sächsischen Landesbibliothek – Staats- und Universitätsbibliothek Dresden (SLUB) mit der Signatur Mscr.Dresd.A.51.a,misc.1 aufbewahrt.

## Geschichte
Eigentümer der Bibel war (laut Widmung des Sohns von Justus Jonas) ein Wittenberger Bürger „Meister Hans“, dessen Identität lange Zeit unklar war. Es handelt sich um den Erzschmied Hans Reichknecht. Er wurde in Wittenberg als Hausbesitzer in der Scharrenstraße 3 von 1550 bis 1589 nachgewiesen.
1945 wurde die Bibel durch eindringendes Wasser in den vermeintlich sicheren Tiefkeller des Japanischen Palais schwer beschädigt. Die Restaurierung anlässlich des Reformationsjubiläums im Jahr 2017 konnte diese nur teilweise beheben.

## Die Porträts und Autographen
Die Reformatorenbibel interessierte schon immer wegen der darin enthaltenen Porträts und Autographen. Neuerdings fällt ins Auge, dass hier die private Frömmigkeit eines Wittenberger Handwerkers des 16. Jahrhunderts dokumentiert ist. Reichknecht ist kein Einzelfall, seine Bibel steht repräsentativ für eine Textgattung:

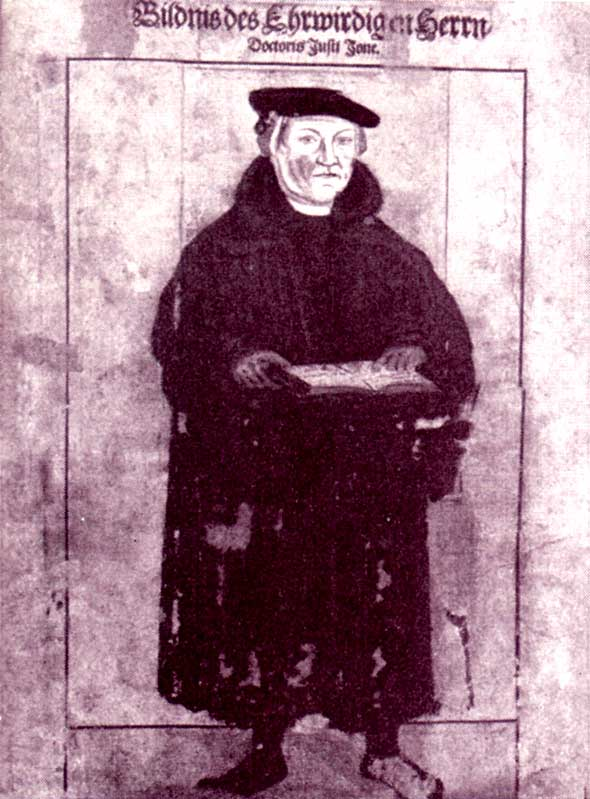
Porträt des Justus Jonas

„Der im 16. Jahrhundert in Wittenberg entstandene Brauch, Bucheinträge der Reformatoren in Lutherbibeln zu sammeln, bildete eine ganz eigene Textgattung heraus, die auch als solche wahrgenommen wurde. Georg Rörer, ein Schüler Luthers, sammelte diese Zeugnisse und ließ sie 1547 unter dem Titel ‚Vieler schönen Sprüche aus Göttlicher Schrift auslegung, daraus Lehre und Trost zu nehmen, welche der ehrwürdige Herr Doctor Martinus Luther seliger vielen in ihre Biblien geschrieben‘ in Wittenberg bei Hans Lufft drucken. Die Bucheinträge zeigten meist dasselbe Muster: Einem Bibelzitat – lateinisch oder deutsch – folgte eine kurze Auslegung, autorisiert durch Datum und Unterschrift.“

### Liste
- Bl. 08v – Martin Luther. Luthers Söhne schnitten für Reichknecht ein Blatt aus dem Druckmanuskript von Luthers Fastenpostille (1525) aus.[3]
- Bl. 11r – Philipp Melanchthon. Melanchthon lebte schon nicht mehr, so dass er keine eigenhändige Widmung schreiben konnte, wie er das in vielen Bibeln getan hatte. Reichknecht besorgte sich die Rarität mit Melanchthons Unterschrift, die aus einer älteren Bibel herausgeschnitten wurde. Text: „Gottes Kirch vnd wohnung die reyne lehr des Euangelij …1552. Philippi Melant. manu scriptum.“[4]
- Bl. 11v – Justus Jonas. Text des Fragments:  „Exemplumque dei quisque est, in imagine parua. Disse obgeschribene Wort … sehliger Lieber Vatter Doctor Justus Jonas mitt eigner handt geschriben … habe solche meines Vatters handtschrifft, Dem Ersamen Meister Hansen … Burger zu Wittenberg mittgeteilet u. s. w.“
- Bl. 13r – Caspar Cruciger der Ältere. Sein Sohn schnitt für Reichknecht ein sechszeiliges Fragment aus einer Handschrift seines Vaters heraus, über die sonst nichts bekannt ist, und beglaubigte dessen Echtheit.[5] Text des Fragments:  „Doctor Caspar Creutziger seligen handtschrifft. Zum ersten sollen wir wissen, das Gott ist, ein Ewiges … Erklerung des spruchs S. Pauli zun Colossern am 3. capitel, durch Philippum Melanchton. Dieser spruch ist ein clar zeugnis, das gottes wille ist …“
- Bl. 14v – Johannes Förster. Text des Fragments: „Deutero. XVIII. Vnd Gott sprach zu Mose … Hie zeuget Gott klar das er dem Judenthum …“
- Bl. 16r – Georg Maior. Text des Fragments: „1 Pet: 2. Das solt ir wissen, das keine weissagung in der schrifft … Es sind viel rohe vnd Gotlose leut, welche die schrifft … scribebat Georgius Maior D. manu sua 15 Februarij Anno 1552.“
- Bl. 16v – Paul Eber. Text des Fragments: „Psalmo CXIX … Dein Wort ist meines Fusses leuchte. … Paulus Eberus … scribebat .. Junij Anno M. D. LXII.“
- Bl. 19r – Sebastian Fröschel. Sein Bucheintrag ist wegen Beschädigung der Bibel 1945 Fragment, jedoch durch eine Edition von 1876 bekannt. Es handelt sich um eine Predigt Melanchthons, die Fröschel in der Wittenberger Stadtkirche vortrug; eine damals übliche Arbeitsteilung.[6]
- Bl. 20v – (Porträt ohne Namen) Johannes Bugenhagen. Text des Fragments: „Luce vlt. spricht Christus nach seiner aufferstehung … Johannes Bugenhagen Pomer. d. MDlii 12. Octobris.“
- Bl. CCCLr – Abschrift eines sonst nicht dokumentierten, von Luther verfassten Gedichts durch Johannes Agricola.[7]